# 63-я гаубичная артиллерийская бригада
63-я гаубичная артиллерийская Брестско-Тоцко-Померанская Краснознамённая дважды ордена Богдана Хмельницкого трижды ордена Александра Невского бригада — воинское соединение Вооружённых сил СССР в Великой Отечественной войне и послевоенные годы.
Сокращённое наименование — 63 габр

## История
Сформирована на основании приказа Ставки ВГК № 0370 от 12 сентября 1943 года, на базе 135-го Тоцкого гаубичного артиллерийского полка как 63-я гаубичная артиллерийская бригада в составе 22-й артиллерийской дивизии. Формирование бригады проводилось Коломинским Артиллерийским центром с 13 сентября по 10 октября 1943 года, в районе села Поляны Московской области, по штату № 08/204. Полки бригады были сформированы двухдивизионного состава, в первых дивизионах — три батареи по четыре 122-мм гаубицы, во вторых дивизионах — две батареи по четыре 122-мм гаубицы, всего огневая мощь бригады составляла шестьдесят 122-мм гаубиц.

Боевой путь 63-й гаубичной артиллерийской бригады 1943—1945 гг.

Период вхождения в действующую армию: 6 ноября 1943 года — 9 мая 1945 года.
Поддерживая артиллерийским огнём боевые действия частей и соединений сов. войск, бригада громила немецкие войска в Белоруссии, Польше и на подступах к Берлину.
Впервые участвовала в бою 11 ноября 1943 года под Гомелем. В составе 22-й артиллерийской дивизии прорыва РГК вела бои за гг. Мозырь, Калинковичи, Бобруйск, Барановичи, Брест.
За отличие в боях при освобождении Бреста ей было присвоено почётное наименование Брестской (10.8.1944). Форсировав р. Западный Буг, вступила на территорию Польши, где приняла непосредственное участие в штурме города-крепости Прага (предместье Варшавы) и в прорыве обороны немецких войск южнее Варшавы.
В боях по освобождению Польши многие воины бригады показывали примеры героизма и доблести. 10 сентября в районе д. Мендзлесе старший сержант Т. П. Сафронов подбил самоходную установку и уничтожил пулемёт противника, затем увлёк за собой группу бойцов из стрелкового подразделения и вместе с ней отразил вражескую контратаку. На другой день Сафронов из трофейной противотанковой пушки подбил немецкое самоходное орудие, был тяжело ранен в обе руки, но не покинул поле боя, пока пехота не закрепилась на отвоёванном у противника рубеже. За эти подвиги Сафронов, Тимофей Петрович удостоен звания Героя Советского Союза.
Мужественно сражались с немцами и другие воины бригады.
За образцовое выполнение заданий командования при освобождении г. Сохачев бригада была награждена 19 февраля 1945 года орденом Красного Знамени.
Поддерживая наступление стрелковых соединений 47-й армии 1-го Белорусского фронта, полки бригады участвовали в разгроме окружённой группировки противника в г. Шнайдемюль (Пила), затем в наступлении на штеттинском направлении. За отличия в боях при прорыве обороны противника восточнее г. Штаргард и овладении несколькими городами Германии в Померании 135-й и 278-й гаубичные артиллерийские полки были награждены орденом Александра Невского, а 236-му гаубичному артиллерийскому полку 26 апреля присвоено почётное наименование Померанского.
В апреле 1945 года бригада во взаимодействии с частями 16-го стрелкового корпуса 33-й армии 1-го Белорусского фронта вела напряжённые бои по ликвидации франкфуртско-губенской группировки немецких войск юго-восточнее Берлина.
За образцовое выполнение заданий командования в этих боях 11 июня 1945 года бригада и 135-й гаубичный артиллерийский полк были награждены орденом Богдана Хмельницкого 2-й степени, а 236-й гаубичный артиллерийский полк — орденом Александра Невского.
За время войны бригада прошла с боями 4300 км и выпустила по врагу около 144 тыс. снарядов, нанеся ему большой урон в живой силе, оружии и технических средствах.
За боевые подвиги 3381 воин бригады был удостоен правительственных наград.
28 мая 1946 года бригада, на основании директивы Генерального штаба ВС СССР № орг/1/97 от 5 мая 1946 года и приказа Группы советских оккупационных войск в Германии № 00659 от 12 мая 1946 года, переформировывается в гаубичную артиллерийскую бригаду 4-х дивизионного состава по штату № 8/306-А численностью 1136 человек. Переформирование было завершено 20 июня 1946 года.
3 июля 1946 года бригада вышла из состава 22-й артиллерийской дивизии прорыва РВК, выступила из города Эрфурт и совершив марш, 5 июля сосредоточилась в военном городке города Ратенов, где вошла в состав 6-й артиллерийской дивизии прорыва РВК 4-го артиллерийского корпуса прорыва РВК.
Своё полное наименование бригада получила при переформировании по новым штатам, в соответствии с приказом заместителя министра ВС СССР № 0296 от 9 октября 1946 года, по боевым наградам и почётным наименованиям полков, входивших в её состав: 63-я гаубичная артиллерийская Брестско-Тоцко-Померанская Краснознамённая дважды ордена Богдана Хмельницкого трижды ордена Александра Невского бригада.
24 февраля 1947 года бригада перешла в оперативное подчинение 3-й ударной армии для проведения показных артиллерийских стрельб, которые провела на «Отлично». По возвращении с боевых стрельб, 15 марта 1947 года бригада приступила к расформированию, согласно директиве начальника Генерального штаба ВС СССР от 13 февраля 1947 года № ОРГ/1/470193 и директиве главнокомандующего ГСОВГ от 25 февраля 1947 года № ОРГ/1/00271.

## Состав бригады
- 135-й гаубичный артиллерийский полк
- 236-й гаубичный артиллерийский полк
- 278-й гаубичный артиллерийский полк[4].

## Подчинение
В составе 22-й артиллерийской дивизии прорыва РГК 47-й армии 1-го Белорусского фронта; во взаимодействии с частями 16-го стрелкового корпуса 33-й армии 1-го Белорусского фронта

## Командование бригады

### Командиры
- Звонаренко, Фёдор Фёдорович (13.09.1943 — 12.1943), полковник;
- Юргелевич, Антон Иванович (12.1943 — 02.1944), полковник;
- Курасов, Григорий Николаевич (02.1944 — 05.1944), подполковник;
- Паппа, Константин Ахилесович (05.1944 — 11.1944), полковник;
- Вахромеев, Иван Михайлович (11.1944 — 03.1945), гвардии полковник[5];
- Охатрин, Евгений Алексеевич (03.1945 — 02.1946), полковник[3];
- Пылин, Иосиф Васильевич (02.1946 — 16.07.1946), генерал-майор артиллерии;
- Герасименко, Александр Семёнович (16.07.1946 — 03.1947), полковник

### Начальники штаба
- Хальзов (13.09.1943 — 1943), майор;
- Тюрин Дмитрий Александрович (1943 — 03.1947), майор, подполковник

### Начальники политотдела, он же заместитель командира по политической части
- Ухов Александр Иванович (13.09.1943 — 16.07.1946), майор, подполковник;
- Ковалёв Александр Дмитриевич (16.07.1946 — 03.1947), подполковник

## Награды и наименования
| Награда (наименование)                | Дата | За что получена |
| ------------------------------------- | --- | --- |
| Почётное наименование «Тоцкая»        | присвоено 135-му гаубичному артиллерийскому полку, телеграммой Верховного главнокомандующего № 3405/34 от 21 апреля 1943 года | 135-й гаубичный артиллерийский полк был сформирован на деньги собранные трудящимися Тоцкого района (2500 тыс. рублей), в связи с чем получил наименование «Тоцкий» |
| Почётное наименование «Брестская»     | присвоено приказом Верховного главнокомандующего № 0258 от 10 августа 1944 года                                               | за отличие в боях за овладение городом Брест |
| Почётное наименование «Померанская»   | присвоено 236-му гаубичному артиллерийскому полку, приказом Верховного главнокомандующего № 075 от 26 апреля 1945 года        | за отличия в боях при прорыве обороны немцев восточнее города Штаргард и овладении городами Бервальде, Темпельбург, Фалькенбург, Драмбург, Вангерин, Лабес, Фраенвальде, Шифельбайн, Керлин |
| Орден Красного Знамени                | награждена указом Президиума Верховного Совета СССР от 19 февраля 1945 года                                                   | за образцовое выполнение заданий командования в боях с немецкими захватчиками за овладение городами Сохачев, Скерневице, Лович и проявленные при этом доблесть и мужество |
| орден Богдана Хмельницкого II степени | награждена указом Президиума Верховного Совета СССР от 11 июня 1945 года                                                      | за образцовое выполнение заданий командования в боях с немецкими захватчиками при ликвидации группы немецких войск, окружённой юго-восточнее Берлина и проявленные при этом доблесть и мужество |
| орден Богдана Хмельницкого II степени | награждён 135-й гаубичный артиллерийский полк, указом Президиума Верховного Совета СССР от 11 июня 1945 года                  | за образцовое выполнение заданий командования в боях с немецкими захватчиками при ликвидации группы немецких войск, окружённых юго-восточнее Берлина и проявленные при этом доблесть и мужество |
| Орден Александра Невского             | награждён 135-й гаубичный артиллерийский полк, указом Президиума Верховного Совета СССР 26 апреля 1945 года                   | за образцовое выполнение заданий командования в боях с немецкими захватчиками при прорыве обороны немцев восточнее города Штаргард и овладении городами Бервальде, Темпельбург, Фалькенбург, Драмбург, Вангерин, Лабес, Фраенвальде, Шифельбайн, Керлин и проявленные при этом доблесть и мужество |
| Орден Александра Невского             | награждён 278-й гаубичный артиллерийский полк, указом Президиума Верховного Совета СССР 26 апреля 1945 года                   | за образцовое выполнение заданий командования в боях с немецкими захватчиками при прорыве обороны немцев восточнее города Штаргард и овладении городами Бервальде, Темпельбург, Фалькенбург, Драмбург, Вангерин, Лабес, Фраенвальде, Шифельбайн, Керлин и проявленные при этом доблесть и мужество |
| Орден Александра Невского             | награждён 236-й гаубичный артиллерийский полк, указом Президиума Верховного Совета СССР от 11 июня 1945 года                  | за образцовое выполнение заданий командования в боях с немецкими захватчиками при ликвидации группы немецких войск, окружённой юго-восточнее Берлина и проявленные при этом доблесть и мужество |

## Отличившиеся воины
| Награда | Ф. И. О.                    | Должность                                                                       | Звание          | Дата награждения                 | Примечания |
| ------- | --------------------------- | ------------------------------------------------------------------------------- | --------------- | -------------------------------- | ---------- |
|         | Сафронов, Тимофей Петрович  | командир отделения разведки 5-й батареи 135-го гаубичного артиллерийского полка | Старший сержант | 28.04.1945                       |            |
|         | Фостенко, Николай Семёнович | вычислитель 135-го гаубичного артиллерийского полка                             | Ефрейтор        | 30.09.1944 04.03.1945 31.05.1945 |            |